# Ulica Witolda Chodźki w Lublinie
Ulica Witolda Chodźki w Lublinie – ulica w północnej części Lublina, nazwana imieniem Witolda Chodźki. Rozpoczyna się skrzyżowaniem z ulicami Obywatelską i Kazimierza Jaczewskiego, a kończy odcinkiem bez wylotu nieopodal hipermarketu Auchan na Czechowie. Ulica posiada po jednym pasie ruchu w każdym kierunku. Przy ulicy znajdują się budynki Uniwersytetu Medycznego (m.in. akademiki) oraz wspomniany wcześniej hipermarket Auchan.

## Komunikacja miejska
Ulicą kursują następujące linie MPK Lublin i firm prywatnych:

### Autobusowe
- od Obywatelskiej/Jaczewskiego do al. Smorawińskiego: 26, 40, 47

### Trolejbusowe
- od Obywatelskiej do pętli trolejbusowej: 154, 156, 160.